# تفشي مرض الحمى القلاعية في بلغاريا (2011)
تفشى مرض الحمى القلاعية في بلغاريا 2011 في جنوب شرق بلغاريا في عام 2011.
تم تأكيد الإصابة بمرض الحمى القلاعية لأول مرة في 5 يناير 2011، عن طريق خنزير بري تمت رؤيته في 30 ديسمبر 2010. يعتقد أن هذا الحيوان كان قد عبر الحدود البلغارية التركية بالقرب من قرية كوستي في مقاطعة بورغاس في جبال ستراندزا.
كشف التشريح عن مرض الحمى القلاعية. بعد ذلك، تم اكتشاف 37 حيوانًا مصابًا في قرية كوستي، وتم إعدام جميع الماشية المصابة بها. فرضت مقاطعة بورغاس وسبع مقاطعات مجاورة أخرى الحجر الصحي على الحيوانات.

## الأحداث منذ بداية 2011
في 14 يناير، تم الاشتباه في تفشي جديد للمرض في قرية ريزوفو المجاورة. ويعتقد أنه تم حملها من قبل قطيع ماشية تركي.
في 17 يناير تم تأكيد وجود المرض، وأمرت السلطات البلغارية بإعدام جميع الحيوانات التي من الممكن أن تتأثر بالمرض في ريزوفو، ووعدت الخسائر في القريتين بالتعويض.
اقترح عمدة بلدية تساريفو بيتكو أرنودوف بناء سياج سلكي على طول الحدود التركية لمنع المزيد من الحيوانات المريضة من التسلل إلى بلغاريا. وقد قبلت وزارة الزراعة والغابات هذا الاقتراح، و أمرت السلطات بتطهير جميع المركبات التي تعبر من تركيا ، حيث كان هناك تفشي كبير.
في 31 يناير في قرية جراماتيكوفو في بلدية مالكو تارنوفو التي تقع في منطقة الحجر في دائرة 10 كم من التفشي الأول تم إكتشاف تفشي جديد.
ووجدت اختبارات الدم أن هنالك 13 حيوانًا مصابًا بالمرض، و أمرت السلطات بإعدام جميع المواشي التي من الممكن ان تتأثر بالمرض في القرية ، والتي تتكون من 149 حيوانًا - بقرة واحدة ، و 38 من الأغنام و 110 من الماعز، و وعدت بتعويض الخسائر.
في 25 مارس ، تم اكتشاف تفشيين جديدين في قريتي غرانيشار وكيروفو، أمرت السلطات بإعدام 173 من الحيوانات المصابة.

## التفشي الأخير
تم الكشف عن آخر حالة جديدة في أبريل 2011. تم إعلان بلغاريا خالية من الحمى القلاعية في يوليو 2011. قبل هذا التفشي ، لم يكن لدى بلغاريا أي حالة من حالات الحمى القلاعية منذ عام 1996.